# Вьетнамско-французские отношения
Вьетнамо-французские отношения — двусторонние дипломатические отношения между Францией и Вьетнамом.
Они начались еще в XVII веке с миссии отца-иезуита Александра де Рода. Различные торговцы посещали Вьетнам в XVIII веке, пока активное участие французских войск под командованием Пиньо де Беэна с 1787 по 1789 год не помогло установить династию Нгуен. Франция активно участвовала в жизни Вьетнама в XIX веке под предлогом защиты работы католических миссионеров в стране.

## Первые контакты
Основная статья: Католицизм во Вьетнаме
Одним из первых миссионеров во Вьетнаме был священник-иезуит Александр де Род, прибывший туда в 1624 году. Он был из Авиньона (в то время входившего в состав Папской области), ныне во Франции. Он написал первый катехизис на вьетнамском алфавите.

Александр де Род вернулся в Европу в 1650 году, чтобы выступать за отправку епископов, чтобы лучше сопровождать развитие римского католицизма во Вьетнаме (в то время около 100 000 новообращенных), и за отправку епископов, чтобы создать сильное местное духовенство и , чтобы избежать катастрофического искоренения христианства во Вьетнаме, как это видно на примере христианства в Японии около 1620 года.
«У нас есть все основания опасаться, что то, что случилось с Японской церковью, может случиться и с церковью Аннама, потому что эти короли, как в Тонкине, так и в Кохинхине, очень сильны и привыкли к войне… Святой Престол своим собственным движением дает солдат в эти восточные регионы, где христиане чудесным образом умножаются, чтобы без епископов эти люди не умерли без таинства и явно не подверглись проклятию».—  Александр де Род
Усилия Александра де Рода помогли создать Парижское общество иностранных миссий, что ознаменовало участие католической Франции в качестве новой миссионерской державы в Азии. С 1662 года монсеньор Ламберт де ла Мот и монсеньор Паллу основали базу в Аюттайе, Сиам, откуда были предприняты многочисленные попытки отправить миссионеров во Вьетнам.
Тем временем иезуиты под командованием португальца Падроадо продолжали свои усилия во Вьетнаме. В 1658 году в Тонкин прибыли отцы Маноэль Феррейра и француз Жозеф Тиссанье, но они были изгнаны в 1664 году под властью Трун Тока и бежали в Аюттайю. В июне 1666 года база Парижского общества иностранных миссий в Аюттхая направила в Тонкин отца Франсуа Дейдье, который смог реорганизовать там католиков, хотя и оставался в бегах. Сам монсеньор Ламбер де ла Мотт также посетил миссию в Тонкине в 1669 году и укрепил там организацию под прикрытием торговой деятельности Французской Ост-Индской компании.
В 1680 году Французская Ост-Индская компания открыла фабрику в Пхионе. Знаменитый француз Пьер Пуавр посещал Вьетнам с 1720 года. Лорды Нгуен, считавшиеся более религиозной терпимостью, разрешили прихожанам-христианам из Франции основать свои базы, но не разрешили строить церкви. Это привело к сильному влиянию христианства на юг, чем на север, что стало основным фактором, способствующим христианскому присутствию в Южном Вьетнаме в будущем.

## Индокитайская война и независимость
Основная статья: Индокитайская война